# Elaeocarpus fulgens
Elaeocarpus fulgens là một loài thực vật có hoa trong họ Côm. Loài này được A.C.Sm. mô tả khoa học đầu tiên năm 1944.